# 假乌墨
假乌墨（学名：Syzygium toddalioides）是桃金娘科蒲桃属的植物，是中国的特有植物。分布于中国大陆的云南等地，生长于海拔1,400米至1,800米的地区，常生长在次生林中，目前尚未由人工引种栽培。